# Króner Ferenc
Króner Ferenc (Budapest, 1933. március 12. – 2020. október 16. vagy előtte) magyar cselgáncsozó, mesteredző, sportvezető.

## Pályafutása
Króner Rezső és Buchardt Magdolna gyermekeként született. 1962-ben a Sportvezető és Edzőképző Intézetben cselgáncsedzői oklevelet szerzett.
1955-ig a Bp. Haladás, 1956 és 1961 között a XVIII. kerületi Sportiskola cselgáncsozója volt. 1962-től edzőként tevékenykedett a sportiskolából alakult Bp. Spartacus cselgáncs-szakosztályánál. Hétdanos nagymester volt és tanítványai közül Szabó Ferenc, Varga Imre Európa-bajnoki érmes, Kristóf János, Szabó Mihály, Vincze Dezső és Patek Károly magyar bajnok lett.
Az 1980-as években a magyar női cselgáncs szakágvezetője volt. 1989-ben a Magyar Judo Szövetség szakmai alelnöke lett. 1993-tól általános alelnökként tevékenykedett. 1995 januárjában és 1997 decemberében ideiglenesen az elnöki feladatok ellátásával is megbízták. Az 1998 márciusi közgyűlésen nem jelöltette újra magát.
A magyar cselgáncssport ötödik mesteredzője volt.